# Брукс Аткинсон (театр)
«Брукс А́ткинсон» (англ. The Brooks Atkinson Theatre) — бродвейский театр, расположенный в западной части 47-й улицы в Театральном квартале Манхэттена, Нью-Йорк, США. Принадлежит компании «Nederlander Organization».

## История
Здание построено по проекту Герберта Краппа. Театр открылся под названием «Mansfield Theatre» в 1926 году. В 1933 году его покупает Майкл Майерберг и сдаёт его в аренду телекомпании «CBS», которая снимает здесь свои шоу «У меня есть секрет» и «Что есть моя линия?». В это время театр известен под названием «Студия 59 „CBS“».
В 1960 году театр был переименован в «Брукс Аткинсон» в честь театрального критика издания «The New York Times». Владельцем становится компания «Nederlander Organization».
В 2000 году интерьеры театра перетерпели обновление. Этим занималась компания «EverGreene Architectural Arts». В зрительный зал вернули люстру, которая отсутствовала здесь около сорока лет.

## Основные постановки
- 1968: «День смерти Джо Эгга»; «Любовники и другие незнакомцы»
- 1970: «Тётка Чарлея» (возрождённая)
- 1978: «Дань»
- 1980: «Глупость Тэлли»
- 1981: «Лолита»
- 1982: «Помимо терапии»
- 1982: «Шум за сценой»
- 1985: «Благотворители»
- 1990: «Кладбищенский клуб»
- 1992: «Смерть и девушка»
- 1993: «Она любит меня» (возрождённая)
- 1998: «Дождаться темноты» (возрождённая)
- 1999: «Продавец дождя» (возрождённая)
- 2000: «Дядя Ваня» (возрождённая); «Джейн Эйр»
- 2002: «Медея»
- 2007: «Луна для незаконнорождённого» (возрождённая); «Бриолин» (возрождённая)
- 2009: «Рок на века» (бродвейская премьера)
- 2012: «Питер и ловец снов»
- 2013: «После полуночи»
- 2013: «Любовные письма»
- 2013: «Весеннее пробуждение»
- 2016: «Официантка» (текущая)